# Onthophagus pygmaeus
Onthophagus pygmaeus é uma espécie de inseto do género Onthophagus, família Scarabaeidae, ordem Coleoptera.
Foi descrita cientificamente por Schaller em 1783.